# Gulubane
Gulubane è un villaggio del Botswana situato nel distretto Nordorientale, sottodistretto di North East. Il villaggio, secondo il censimento del 2011, conta 797 abitanti.

## Località
Nel territorio del villaggio sono presenti le seguenti 1 località:
- Ntimbhale di 67 abitanti